# Coupe d'Islande de football 1993
La coupe d'Islande 1993 de football est la 34e édition de la Coupe nationale de football.
Elle s'est disputée du 26 mai 1993 au 29 août 1993, avec la finale jouée au Laugardalsvöllur à Reykjavik.
La Coupe revêt une haute importance puisque le vainqueur est qualifié pour la Coupe des Coupes (Si un club gagne à la fois le championnat et la Coupe, c'est le finaliste de la Coupe qui prend sa place en Coupe des Coupes).
Les 10 clubs de 1. Deild ne rentrent qu'en huitièmes de finale, alors que les clubs des divisions inférieures entrent au fur et à mesure des tours préliminaires. Les équipes se rencontrent sur un  match simple. En cas de match nul, une séance de tirs au but détermine le vainqueur.
L'ÍA Akranes, champion d'Islande 1993, réalise le doublé en battant l'ÍBK Keflavík en finale et gagne la 6e Coupe d'Islande de son histoire. Il qualifie du même coup le finaliste pour la Coupe des Coupes. 

## Deuxième tour
| Équipe 1                  | Résultat | Équipe 2                     |
| ------------------------- | -------- | ---------------------------- |
| IR Reykjavik (D2)         | 1 - 2    | Stjarnan Gardabaer (D2)      |
| BÍ Ísafjörður (D2)        | 1 - 1    | HK Kopavogur (D3)            |
| AEgir                     | 3 - 3    | Grótta Seltjarnarnes         |
| Haukar Hafnarfjörður      | 4 - 0    | Fjölnir Reykjavík            |
| Víðir Garður (D3)         | 2 - 1    | þrottur Reykjavik (D2)       |
| Einherji                  | 1 - 2    | Höttur Egilsstaðir           |
| Austri Eskifjörður        | 4 - 2    | Huginn Seyðisfjörður         |
| Leiftur Ólafsfjörður (D2) | 16 - 0   | Austri Rh.                   |
| Völsungur Húsavík         | 5 - 2    | Tindastoll Saudarkrokur (D2) |
| Neisti Hof                | 0 - 7    | KA Akureyri (D2)             |
| KS Siglufjörður           | 0 - 2    | Hvöt Blönduós                |
| Breiðablik Kopavogur (D2) | 2 - 0    | Afturelding Mosfellsbær      |

## Troisième tour
| Équipe 1                | Résultat | Équipe 2                  |
| ----------------------- | -------- | ------------------------- |
| Hvöt Blönduós           | 3 - 5    | KA Akureyri (D2)          |
| Stjarnan Gardabaer (D2) | 2 - 3    | HK Kopavogur (D3)         |
| Völsungur Húsavík       | 0 - 2    | Leiftur Ólafsfjörður (D2) |
| Víðir Garður (D3)       | 3 - 0    | Haukar Hafnarfjörður      |
| Grótta Seltjarnarnes    | 1 - 6    | Breiðablik Kopavogur (D2) |
| Austri Eskifjörður      | 0 - 7    | Höttur Egilsstaðir        |

## Huitièmes de finale
- Entrée en lice des 10 équipes de 1. Deild

| Équipe 1                | Résultat | Équipe 2                  |
| ----------------------- | -------- | ------------------------- |
| Fram Reykjavik (D1)     | 0 - 1    | KR Reykjavik (D1)         |
| Víðir Garður (D3)       | 1 - 2    | Vikingur Reykjavik (D1)   |
| HK Kopavogur (D3)       | 0 - 3    | ÍA Akranes (D1)           |
| Fylkir Reykjavik (D1)   | 2 - 0    | FH Hafnarfjörður (D1)     |
| Höttur Egilsstaðir      | 0 - 1    | Leiftur Ólafsfjörður (D2) |
| ÍBK Keflavík (D1)       | 1 - 0    | þor Akureyri (D1)         |
| ÍBV Vestmannaeyjar (D1) | 4 - 0    | KA Akureyri (D2)          |
| Valur Reykjavik (D1)    | 1 - 0    | Breiðablik Kopavogur (D2) |

## Quarts de finale
| Équipe 1              | Résultat | Équipe 2                  |
| --------------------- | -------- | ------------------------- |
| ÍBK Keflavík (D1)     | 4 - 2    | Leiftur Ólafsfjörður (D2) |
| ÍA Akranes (D1)       | 4 - 1    | Vikingur Reykjavik (D1)   |
| Fylkir Reykjavik (D1) | 1 - 2    | Valur Reykjavik (D1)      |
| KR Reykjavik (D1)     | 3 - 1    | ÍBV Vestmannaeyjar (D1)   |

## Demi-finales
| Équipe 1             | Résultat | Équipe 2          |
| -------------------- | -------- | ----------------- |
| Valur Reykjavik (D1) | 1 - 2    | ÍBK Keflavík (D1) |
| KR Reykjavik (D1)    | 0 - 1    | ÍA Akranes (D1)   |

## Finale
| 29 août 1993 | ÍA Akranes (D1)                      | 2 - 1 | ÍBK Keflavík (D1) | Laugardalsvöllur, Reykjavik |  |
|              | Þordur Guðjonsson · Mihajlo Bibercic |       | Marko Tanasic     |                             |  |
|              | (Rapport)                            |       |                   |                             |  |

- L'ÍA Akranes remporte sa 6e Coupe d'Islande, l'ÍBK Keflavík est qualifié pour la Coupe des Coupes 1994-1995.